# 時計 Adieu l'Hiver
『時計 Adieu l'Hiver』（とけい アデュー・リベール）は、1986年10月10日に公開された倉本聰の初監督映画である。グルノーブルオリンピックで、アイスホッケーとフィギュアスケートの日本代表選手だった両親を持つ少女の、9歳から14歳までの5年間を描いた人間ドラマ。フジテレビジョン製作。
副題の「Adieu l'Hiver」とは、フランス語で「さようなら、冬」の意味である。

## キャスト
- 早見令子：いしだあゆみ
- 早見夕子：中嶋朋子
- 木谷大介：永島敏行
- 秋山冬美：石田えり
- 浅川達矢：陣内孝則
- 小山悟：岡田眞澄
- 川井慎吉：室田日出男
- 伊村隆：垂水悟郎
- 土井恵吾：柴俊夫
- 「モモ」のママ：五月みどり
- コネコ：立石凉子
- 付き添いの母親：石井トミコ、今井和子、芹明香
- 三木勝美：谷村好一
- 川島英二：寺田農
- 田中幸太郎：津村隆
- 戸沢敏夫：武内文平
- ガードマン：ガッツ石松
- 「挽歌」の主人：田中邦衛
- 高松二郎：渡哲也

## スタッフ
- 監督 : 倉本聰
- 製作 : 羽佐間重彰
- 脚本 : 倉本聰
- 撮影 : 前田米造
- 音楽 : 金子由香利
- 美術 : 徳田博

## 撮影に関するエピソード
- 本作はフィギュアスケーターである早見夕子の5年間の成長を描いたものだが、この映画そのものも早見夕子を演じた中嶋朋子の実際の成長に合わせて5年間の長い時間を掛けて製作されている。中嶋のフィギュアスケート技術が想定ほど向上しなかった為、撮影途中で物語の行方が変更された[2]。
- 倉本にとって初の映画監督作品であったが、撮影になると屋外ロケの際に通行人を待たせたりすることで迷惑をかけていないかと心配するなど、落ち着いて考えることができず、ついには血尿を出すまでになった。倉本は監督業は二度とやるまいと固く決めたと述べている[3]。
- 公開に際しては、通常尋ね人などで用いられる新聞の三行広告を使った宣伝（「今日、正午『時計』ノ劇場デ待ツ　早見玲子」など）が連打され、話題と議論を呼んだ。
- 第10回日本アカデミー賞でいしだあゆみが本作他にて最優秀主演女優賞受賞。

## ソフト化
上映後にビデオが発売されたが廃盤となりDVDは2024年現在、未発売である。